# Sobór Trójcy Świętej w Tbilisi
Sobór Trójcy Świętej (gruz. თბილისის წმინდა სამების საკათედრო ტაძარი – transkrypcja: tbilisis cminda samebis sakatedro tadzari) – sobór katedralny Gruzińskiego Kościoła Prawosławnego, siedziba Katolikosa-Patriarchy Gruzji. Jest położony na wzgórzu św. Eliasza w centrum Tbilisi. Największa budowla sakralna Gruzji.

## Historia
Budowę soboru rozpoczęto w 1995 z zamiarem uczczenia 2000-lecia chrześcijaństwa. Później budowę przerwano z powodów ekonomicznych ale w 2000 wznowiono ją. 25 grudnia 2002 w dzień 25-lecia intronizacji patriarchy Gruzji Eliasza II w budującym się soborze odprawiono pierwsze nabożeństwo. Wzięła w nim udział delegacja Patriarchatu Moskiewskiego.
23 listopada 2004, w dzień wspomnienia liturgicznego św. Jerzego (w tradycji prawosławnej) Katolikos-Patriarcha Gruzji Eliasz II dokonał uroczystej konsekracji soboru nadając mu wezwanie Świętej Trójcy. W liturgii wzięły udział delegacje innych Kościołów prawosławnych: konstantynopolitańskiego, aleksandryjskiego, antiocheńskiego, rosyjskiego, serbskiego, rumuńskiego, cypryjskiego, greckiego, polskiego, albańskiego i amerykańskiego. Uczestniczyły też najwyższe władze państwowe Gruzji: prezydent Micheil Saakaszwili, premier Zurab Żwania oraz przewodnicząca parlamentu Nino Burdżanadze oraz były prezydent Eduard Szewardnadze.

## Architektura
Sobór w Tbilisi jest jedną z największych świątyń prawosławnych na świecie. Ma wysokość 68 m (nie licząc krzyża na kopule). Wymiary na osi wschód-zachód – 77 m, a na osi północ-południe 65 m. Powierzchnia świątyni wynosi 5000 m². Wewnątrz soboru znajduje się 11 ołtarzy.

Brama wejściowa
Widok od strony zachodniej
Relief nad wejściem
Wejście od strony zachodniej
Widok od strony południowej
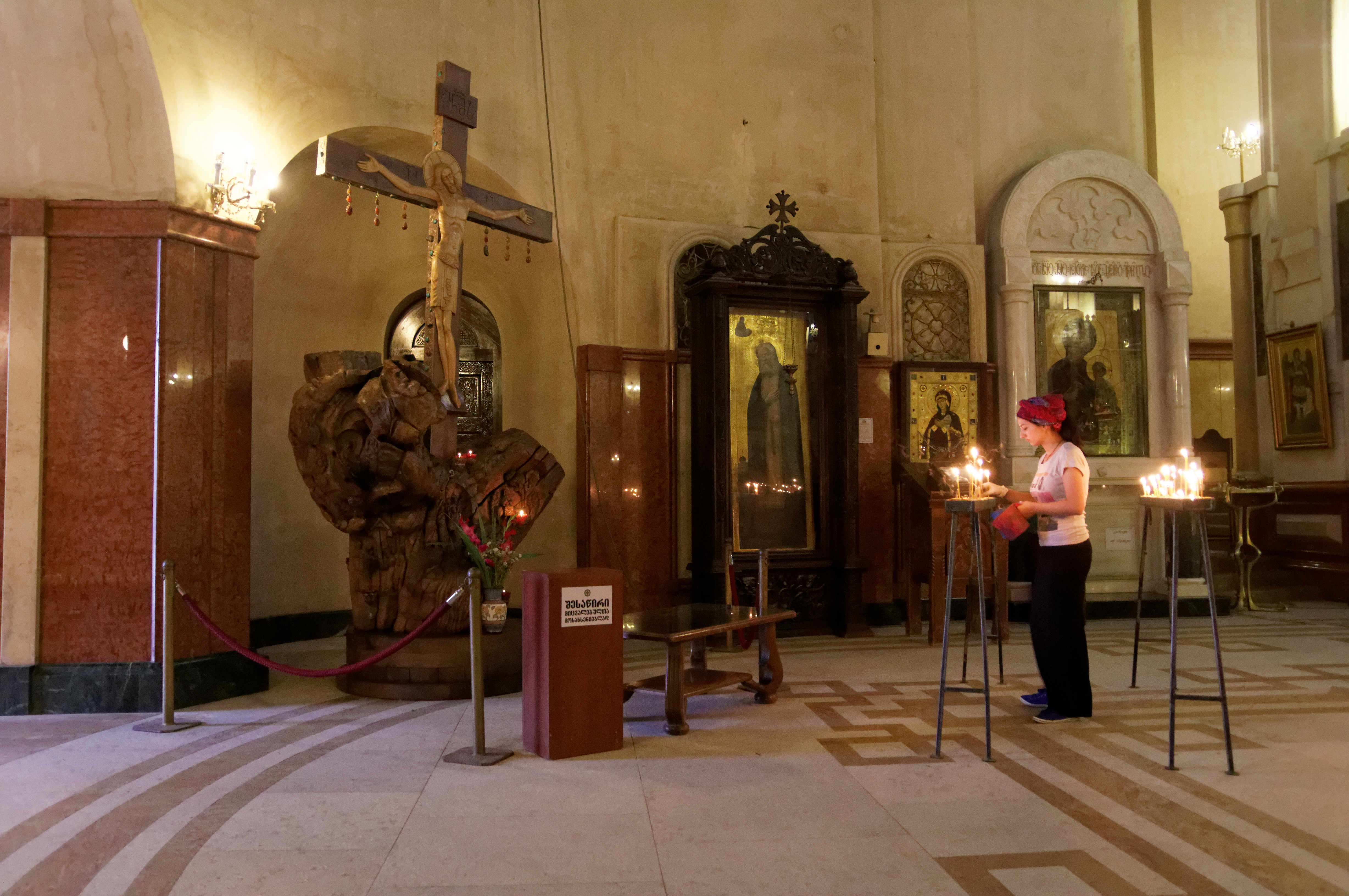
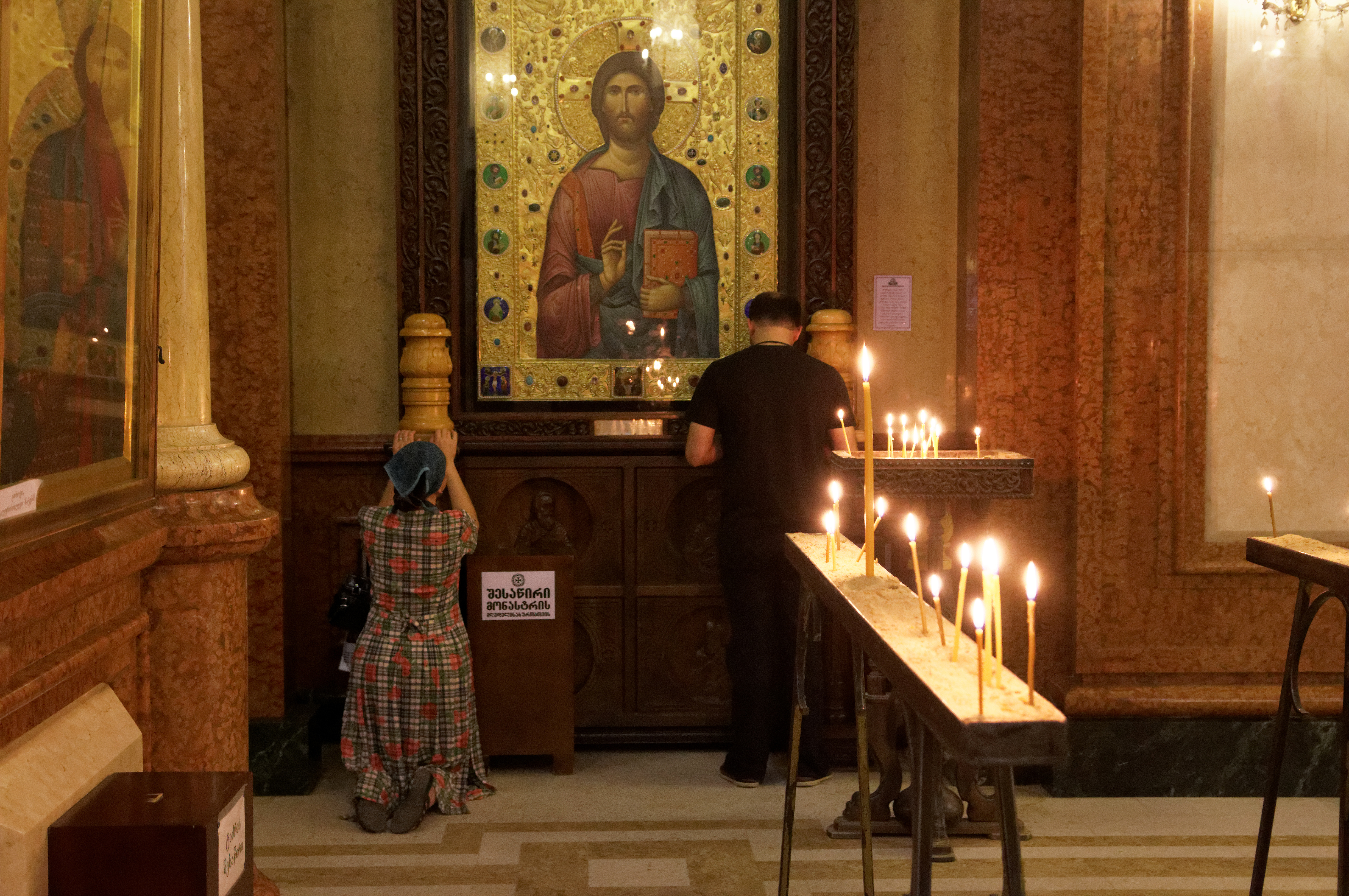
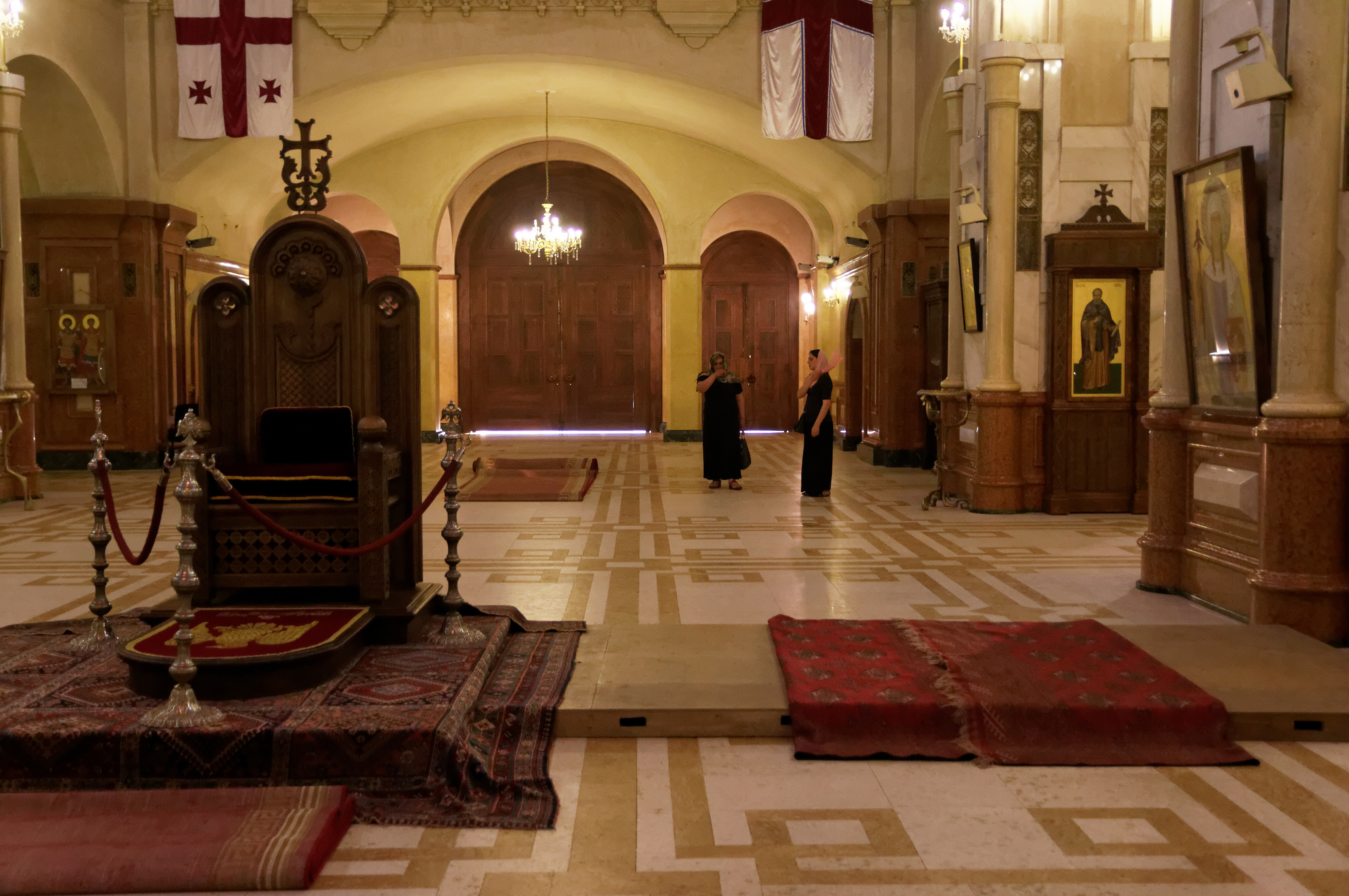
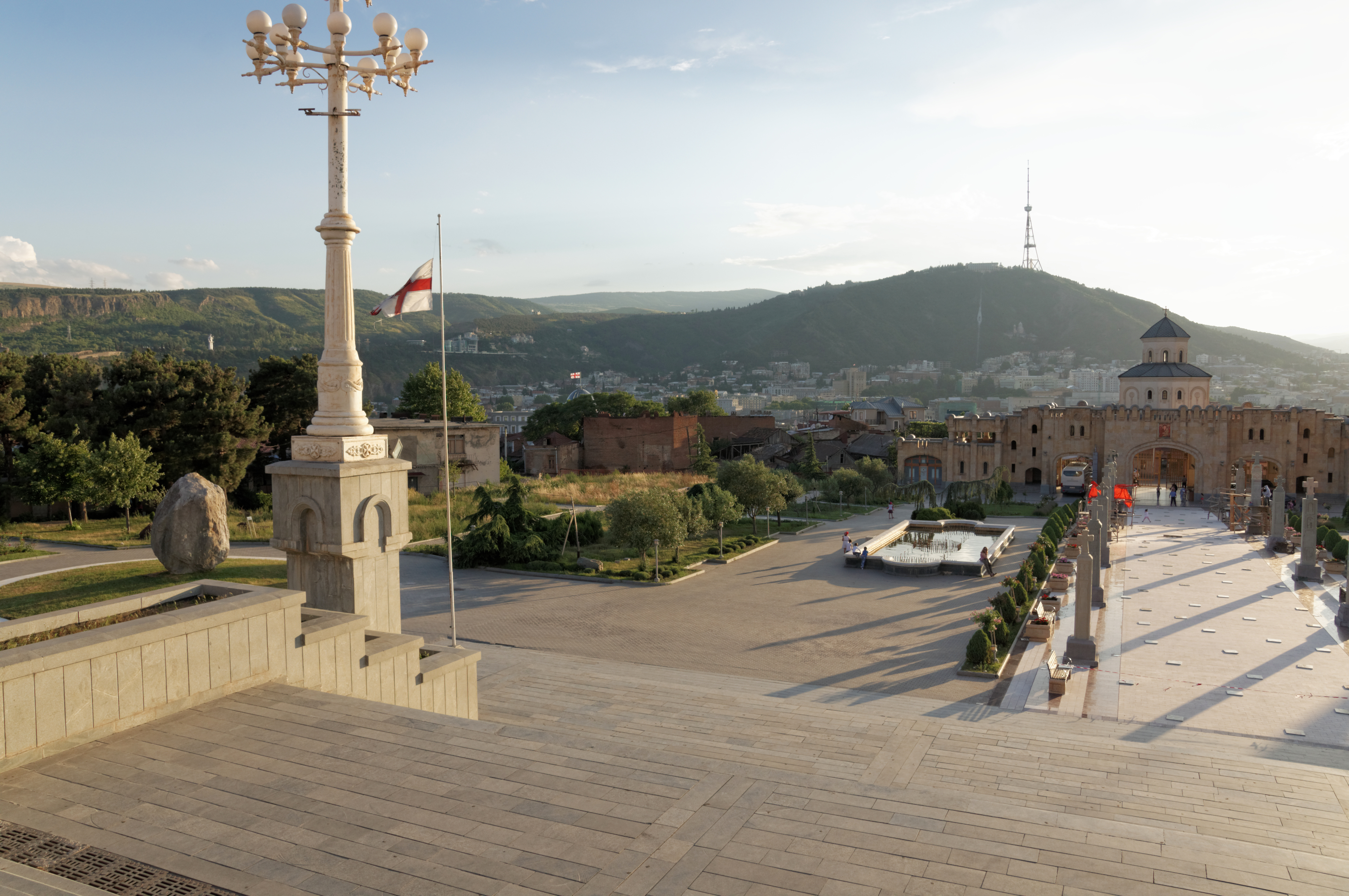
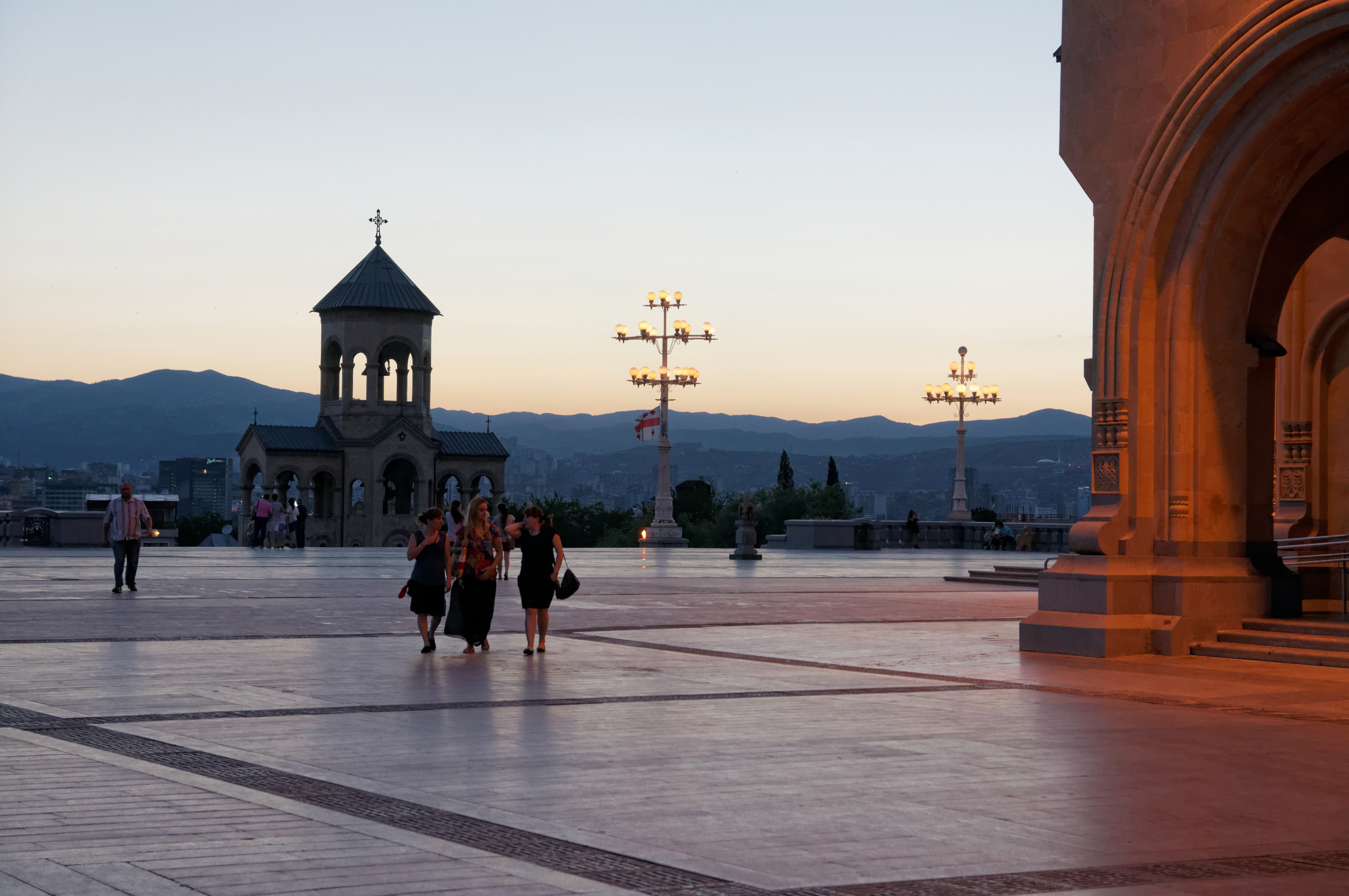